# Arp Schnitger
Arp Schnitger (nascut el 1648, presumptivament a Schmalenfleth (Brake) a Alemanya, sebollit el 28 de juliol de 1719 a Neenfeld) fou un orguener, anomenat «l'Stradivarius de l'orgue», en ser considerat un dels orgueners més significatius al nord d'Alemanya i dels Països Baixos. L'1 de setembre de 1682 va obtenir la ciutadania hamburguesa.

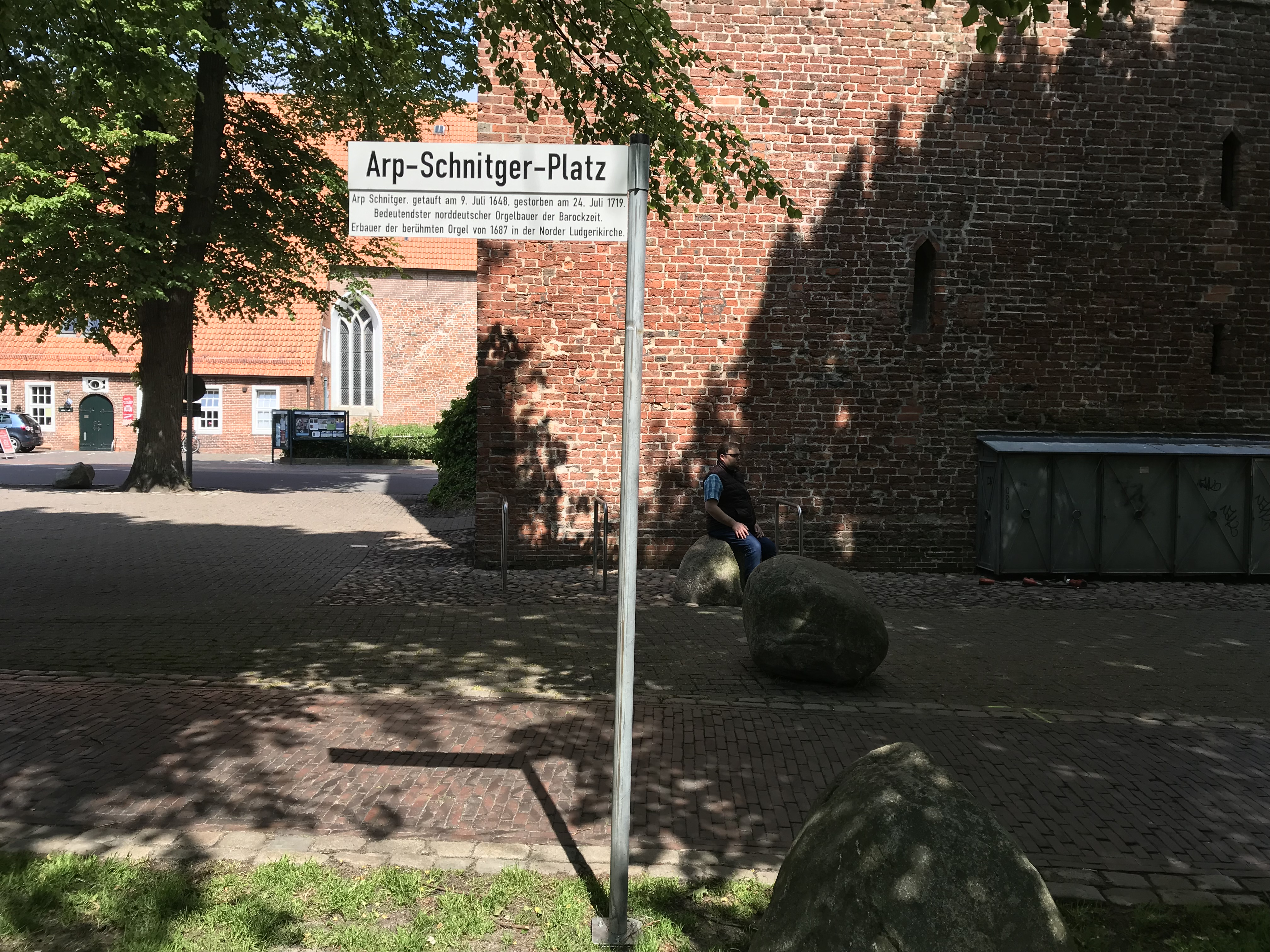
Plaça Arp Schnitger a Norden

És el principal d'una nissaga de fusters i orgueners. El seu avi es deia Berendt Snitker (un mot baix alemany que significa fuster) que va s'alemanyitzar més tard vers Schnitger. Fuster format al taller familial, a divuit anys, va començar l'aprenentatge d'orguener durant cinc anys al taller d'un cosí o oncle, Berend Huss a Glückstadt. Van seguir cinc anys més de fadrinatge. Encara de fadrí va realitzar l'orgue de l'església de Sant Cosme a Stade.

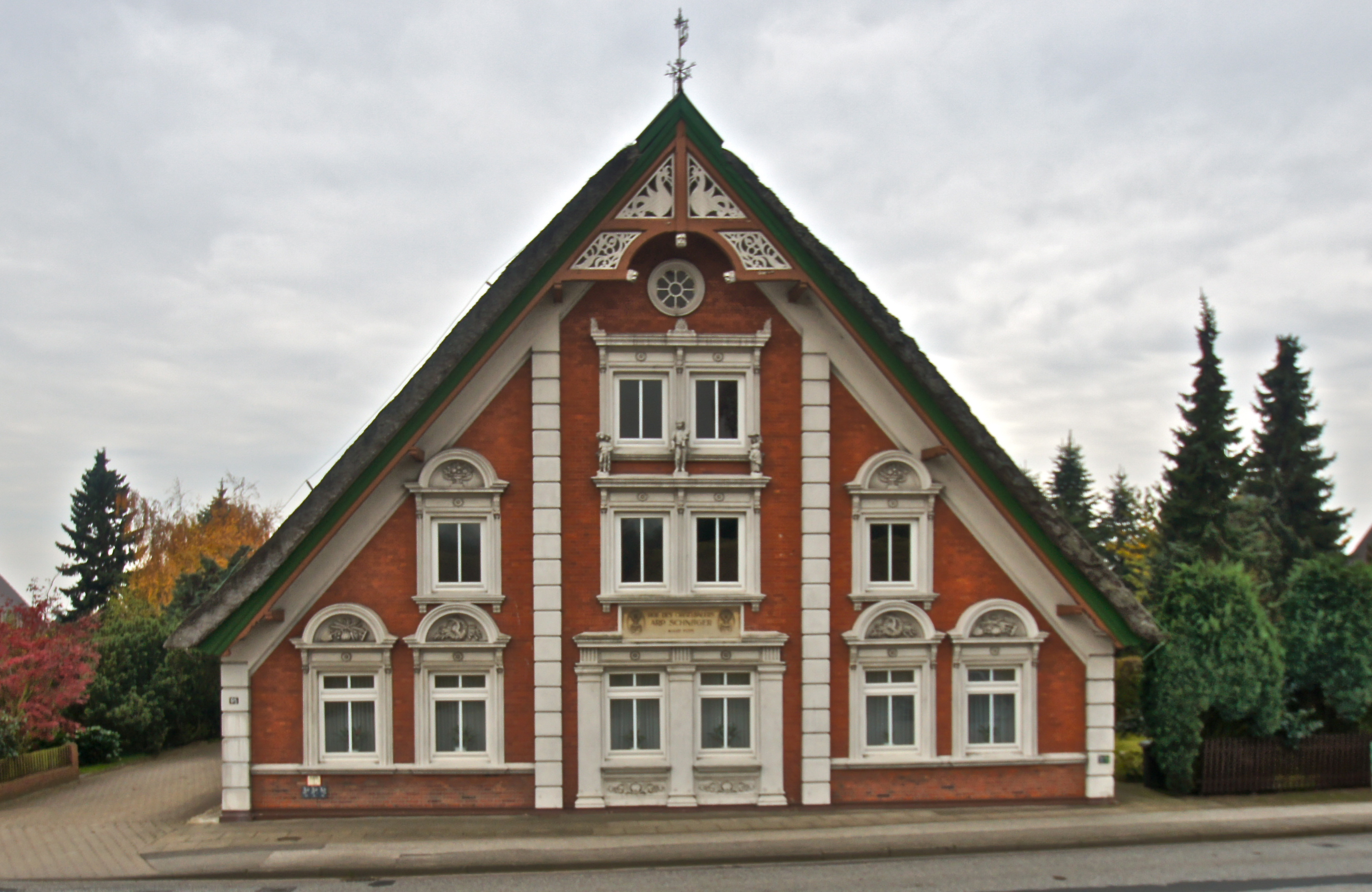
La masia Schnitger-Otte a Neuenfelde, transformada a fons a l'entorn de 1900

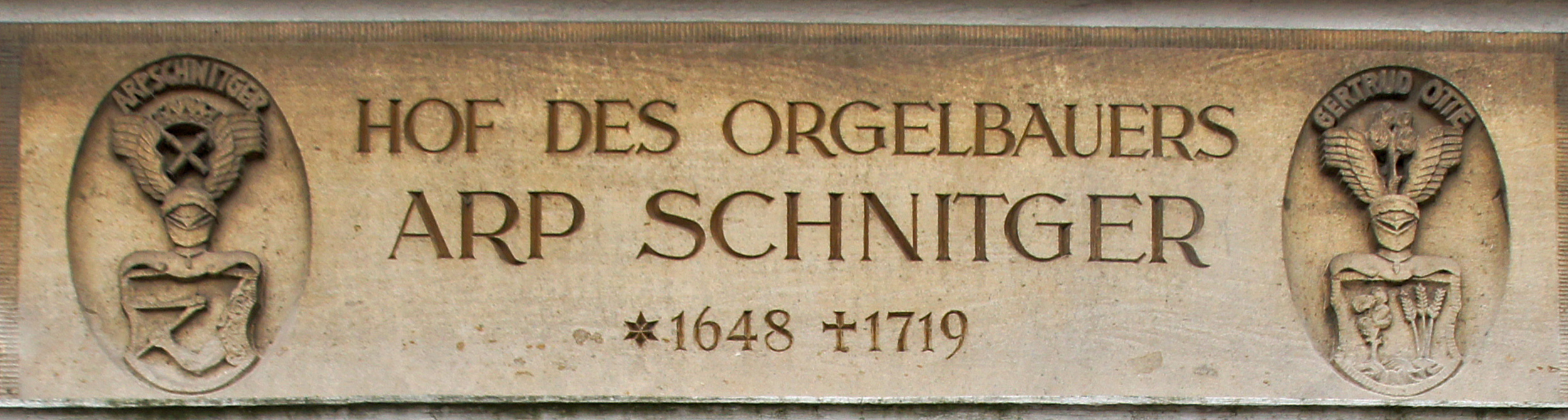
Detall de la façana

Va casar-se amb Gertrud Otte, filla d'un ric negociant d'Hamburg, que tenia un mas a Neuenfelde. Va conèixer Gertrud probablement quan s'estava en aquest poble per construir-hi l'orgue. Van tenir sis nens dels quals els quatre fills van seguir el mester del pare, però només dos van sobreviure'l: Johan Jürgen i Franz Caspar (1693-1729) que va establir-se als Països Baixos.
Va perfeccionar l'orgue barroc. Va construir o remodelar considerablement uns 170 orgues, dels quals 30 van sobreviure més o menys completament fins avui. El seu taller principal era a Hamburg, però tenia dependències entre Berlín i Groningen. Els orgues tenien dues funcions : una de religiosa, l'acompanyament del cant comú, molt important a la litúrgia protestant i una de merament artística, l'execució de concerts esponsoritzats per la societat dels negociants hanseàtics.
El 2019, a l'ocasió del trecentenari de la seva mort la emissora nordalemanya NDR li va dedicar una sèrie televisiva Arp Schnitger - Ein Stradivari der Orgel (AS, un Stradivarius de l'orgue). A la mateixa ocasió, el 29 de maig, l'ajuntament de Norden li va dedicar una plaça.

## Uns orgues destacats
El canvi de moda amb el romanticisme, incendis i guerres van ser les tres causes de la disparició d'una llarga part dels més de 170 orgues de Schnitger. Només una treintena van sobreviure.
| Any                 | Lloc                       | Església                             | Imatge                          | Manuale | Registres | Notes |
| ------------------- | -------------------------- | ------------------------------------ | ------------------------------- | ------- | --------- | --- |
| 1668–1675/1688      | Stade                      | Església de Cosme i Damià            | Església de Cosme i Damià       | III M/P | 42        | Va col·laborar amb l'orguener Berendt Hus i acabar la seva obra. La caixa I 35 registres (dels quals vuit només parcialment), l'organista i compositor Vincent Lübeck va començar en aquesta parròquia i des de llavors només va voler tocar amb orgues Schniger . Restaurat 1972-75 per Jürgen Ahend |
| 1680                | Hamburg (avui a Cappel)    | Església de l'antic monestir de Joan | Antic monestir de Joan          | II/P    | 30        | Desmantellat el 1813 i transferit el 1816 cap a l'església de Pere i Paul a Cappel (Baixa Saxònia), caixa i 18 registres de Schnitger, restaurat 1976–77 per Rudolf von Beckerath |
| 1686                | Bergstedt                  | Església evangèlica                  | Església evangèlica             | I       | 8         | Caixa i uns registres de Schnitger |
| 1685–1687           | Steinkirchen               | Església de Nicolau i Mart           | Església de Nicolau i Mart      | II/P    | 28        | Caixa i uns registres de Schnitger |
| 1683–1688           | Neuenfelde                 | Església de Pancraç                  | Església de Pancraç             | II/P    | 34        | Caixa i 18 registres originals |
| 1686–1688/1691–1692 | Norden                     | Església de Ludger                   | Església de Ludger              | III/P   | 46        | Caixa i 13 registres de Schnitger, i 8 registres més grans incorporats per Schnitger |
| 1691–1692           | Groningen                  | Església de Martí                    | Església de Martí               | III/P   | 39        | Caixa del pedal, la caixa i 6 registres de Schnitger avui III/P/52 |
| 1689–1693           | Hamburg                    | Església de Jaume (Hamburg)          | Església de St. Jaume a Hamburg | IV/P    | 60        | 43 registres originals i uns registres més grans incorporat per Schnitger, 1990-93 restaurat per Jürgen Ahrend |
| 1693                | Eutin                      | Castell d'Eutin                      | Castell d'Eutin                 | II/P    |           | Caixa de Schnitger, I/9 |
| 1697–1698           | Golzwarden (Brake)         | Església de Bartomeu                 | Església de Bartomeu            | II/P    | 20        | Caixa original; avui II/P/22 |
| 1701                | Moreira da Maia (Portugal) | Monestir del Salvador                |                                 | II      | 12        | Caixa i 11 registres originals, restaurats el 2000–01 per Georg Jann |
| 1707–1708           | Ochsenwerder               | Església de Pancraç de Roma          | Ochsenwerder                    | II/P    | 30        | Caixa i uns 5 a 11 registres originals; avui II/P/24; orgue nou de Rudolf von Beckerath (1966) que va conservar els registres de Schnitger |
| 1709                | Jork                       | Església de Maties                   | Església de Maties              |         | 3         | Caixa i uns 3 registres originals, restaurats i incorporats a l'orgue nou d'Alfred Führer de 1982 |